# Mönchkröttendorf
Mönchkröttendorf ist ein Ortsteil der oberfränkischen Stadt Lichtenfels.

## Geografie
Das Dorf liegt etwa acht Kilometer südöstlich der Kernstadt Lichtenfels an der Kreisstraße LIF 4 zwischen Roth und Lahm. Im Norden entspringt der Leuchsenbach, ein Zufluss des Mains.

## Geschichte
Mönchkröttendorf wurde erstmals 1269 als Rotendorf urkundlich erwähnt. Bis 1803 gehörte der Ort als Pfarrgemeinde zum Kloster Langheim, bis dieses im Zuge der Säkularisation aufgelöst wurde. Mit dem Gemeindeedikt bildete der damals 135 Einwohner umfassende Ort ab 1818 eine selbständige Gemeinde im Landgericht Lichtenfels.
1950 hatte Mönchkröttendorf 219 Einwohner. Am 1. Januar 1975 erfolgte die Eingliederung in die Stadt Lichtenfels.

## Sehenswürdigkeiten
- Katholische Kapelle Maria Dolorosa
- Leuchsenquelle

In der Liste der Baudenkmäler in Lichtenfels (Oberfranken) sind für Mönchkröttendorf zwei Baudenkmäler ausgewiesen.

## Sonstiges
Am dritten Sonntag im Juni wird die Kirchweih gefeiert.